# ميريام أوت
ميريام أوت هي لاعبة كرلنغ سويسرية، ولدت في 27 يناير 1972 في برن في سويسرا.

## وصلات خارجية
- ميريام أوت على موقع الاتحاد الدولي للكرلنغ (الإنجليزية)
- ميريام أوت على موقع اللجنة الأولمبية الدولية (الإنجليزية)
- ميريام أوت على موقع أوليمبيديا (الإنجليزية)